# シントック

クバン・パス郡におけるシントックの位置

シントック（Sintok）は、マレーシア、ケダ州のクバン・パス郡の小さな町である。
ウタラ・マレーシア大学(UUM)はシントックに位置する。
シントックはアロー・スター市から52㎞、チャンルンの町から約12㎞に位置する。シントックへはクアラ・プルリス-チャンルン-シントック高速道路とパダン・トゥラップからの道路を経由していくことができる。

## 歴史
「シントック」の名前は木の種類の名前からとられている。シントックの町はもともと錫の鉱夫らの僻地の入植地だった。しかしながら、シントックはマレーシアとタイの国境に近接しており、禁止されていた共産主義者のグループの脅威にさらされていた。そのため、政府はすべての元々の住民を安全な地域に移動させなければならず、町は「ブラックエリア」と宣言された。歴史には、この地域の治安部隊の多くのメンバーが殺害されたことが記録されていた。
1980年代の半ばまでに、マレーシア連邦政府と州政府はシントックに大学を建設することに合意した。大学はウタラ・マレーシア大学（UUM）と名付けられた。この名を文字通りに直訳すれば、「マレーシア北部大学」となり、1980年代後半には、ジトラのバンダル・バル・ダルル・アマンの一時的なキャンパスを置き換える建設が始まった。
治安部隊の犠牲の記念として、記念の建造物がUUMのキャンパスに建てられた。共産主義者によって殺害された治安部隊のメンバーの名簿が記念碑に配置された。
UUMのキャンパスが建てられたことにより、バンダル・バル・シントックやスンガイ・バダック森林保護区の反対側に位置するブキッ・カチなどの新たな入植地の成長が促された。